# Lortet
Lortet – miejscowość i gmina we Francji, w regionie Oksytania, w departamencie Pireneje Wysokie.
Według danych na rok 1990 gminę zamieszkiwało 195 osób, a gęstość zaludnienia wynosiła 54 osoby/km² (wśród 3020 gmin regionu Midi-Pyrénées Lortet plasuje się na 868. miejscu pod względem liczby ludności, natomiast pod względem powierzchni na miejscu 1601.).